# Telescopio subacuático de neutrinos de Baikal
El telescopio subacuático de neutrinos de Baikal (en ruso: Байкальский подводный нейтринный телескоп) o BDUNT por sus iniciales en inglés es un observatorio astrofísico para detectar neutrinos y otras partículas subatómicas situado a gran profundidad en el lago Baikal (Rusia.) Depende del Instituto de Investigaciones Nucleares de la Academia de Ciencias de Rusia (INR RAS.)
El concepto original data del 1 de octubre de 1980, con la creación de un laboratorio de física de neutrinos de alta energía en Moscú por la Academia de Ciencias de la URSS. La construcción del observatorio a 1,1 km bajo la superficie del lago Baikal (Siberia) se inició en 1990 y la matriz experimental (NT-36) entró en servicio en 1995. El primer telescopio (NT-200) entró en servicio en 1998. Fue modernizado en 2005 al NT-200+ y, desde 2015, se está actualizando al NT-1000 o Baikal-GVD, con 1 kilómetro cúbico de capacidad. El primer clúster ("DUBNA") entró en servicio en mayo de 2015. Se prevé que esta actualización quede completada en torno a 2020.
Hasta 2014, el telescopio estaba constituido por hileras de fotomultiplicadores híbridos QUASAR-370 diseñados a la medida en la Unión Soviética y fabricados en Rusia. Gracias al avance y la generalización de estos equipos, la actualización Baikal-GVD consta de 10.000 fotomultiplicadores estándar de 25,4 cm con fotocátodos de muy alta sensibilidad, producidos en Japón por Hamamatsu Photonics. También se han simplificado los sistemas mecánicos y se ha multiplicado la potencia de cálculo de los sistemas informáticos.